# دنبالک
دُنبالَک یا تِرَک‌بَک یکی از سه نوع لینک‌بک‌ها می‌باشد. لینک‌بک‌ها روش‌هایی هستند که به پدیدآورندگان در وب‌گاه جهانی این امکان را می‌دهند تا از کسانی که به یکی از مطالب و نوشته‌های آنها پیوند می‌دهند، آگاه شوند.
این امر به پدیدآورندگان این امکان را می‌دهد تا پیگیری کنند که چه کسانی به مقالات آنها ارجاع یا پیوند داده‌اند. برخی برنامه‌های نرم‌افزاری وبلاگ‌ها، از قبیل وردپرس، مووبل‌تایپ، تیپو و کامانتی سرور، از پینگ‌بک‌های خودکار پشتیبانی می‌کنند که این امکان را به آنها می‌دهد تا تمامی لینکهای درون یک مقاله به هنگام انتشار آن مقاله بتوانند پینگ شوند. این واژه به‌طور محاوره‌ای برای همه نوع لینک‌بک مورد استفاده قرار می‌گیرد.